# Bonnet Peak
Bonnet Peak är en bergstopp i Kanada.   Den ligger i provinsen Alberta, i den centrala delen av landet, 3 000 km väster om huvudstaden Ottawa. Toppen på Bonnet Peak är 3 235 meter över havet, eller 462 meter över den omgivande terrängen. Bredden vid basen är 7,3 km.
Terrängen runt Bonnet Peak är kuperad åt sydost, men åt nordväst är den bergig. Trakten runt Bonnet Peak är nära nog obefolkad, med mindre än två invånare per kvadratkilometer.. Det finns inga samhällen i närheten. 
Trakten runt Bonnet Peak består i huvudsak av gräsmarker.